# Juan II de Alençon (Valois)
Juan II de Alençon (2 de marzo de 1409, Château d'Argentan-8 de septiembre de 1476, París) fue hijo de Juan I de Alençon y de María de Bretaña, Señora de La Guerche. En 1415, con 6 años, sucedió a su padre como duque de Alençon y conde de Perche, después de la muerte de este último en la batalla de Agincourt. Es más conocido como compañero de armas de Juana de Arco, quien lo llamó «le beau duc» («el duque justo» / «el duque gentil»).

## Biografía

### Primeras armas
Vio acción a la edad de quince años en la batalla de Verneuil el 17 de agosto de 1424, y fue capturado por los ingleses. Fue detenido hasta 1429 en Le Crotoy, pagando 200 000 saluts d'or por su rescate. Vendió todo lo que poseía a los ingleses, y su feudo de Fougères al duque de Bretaña. Después de la captura de Alençon, el duque de Bedford, regente de Enrique VI, tomó el control de su ducado. No recuperaría Alençon hasta 1449, pero siguió siendo el duque titular ante los ojos de la Corona francesa. Cuando salió de la cárcel, Jean d'Alençon fue llamado "el hombre más pobre de Francia".

### El "duque amable" de Juana de Arco.
En abril de 1429, poco después de su liberación, el duque se enteró de Juana de Arco, que había acudido a Carlos VII en Chinon, prometiendo liberar a Francia de los ingleses, pidiéndole que la enviara con un ejército para levantar el Sitio de Orleans. Alençon acudió con entusiasmo a Chinon y muy pronto se convirtió en su buena amiga y la más destacada defensora entre los príncipes de la sangre. Después de que ella levantó el sitio junto a Jean de Dunois y La Hire, entre otros, Alençon llegó como comandante oficial del ejército francés y desempeñó un papel importante en la liberación del resto del Valle del Loira. Se fue a pelear en otro lugar después del final de la campaña en septiembre de 1429, prefiriendo atacar a los ingleses en sus propios dominios en Normandía.

### La Praguerie
Juan estaba descontento con el Tratado de Arras, con la esperanza de compensar su pobreza a través de la expoliación de los borgoñones. Se peleó con Carlos VII y participó en una revuelta en 1439-1440, (la Praguerie), pero fue perdonado, habiendo sido amigo del rey durante toda su vida. Participó en la invasión de Normandía en 1449, pero desde el año 1440 entró en la correspondencia imprudente con los ingleses. (También había aceptado la Orden del Toisón de Oro en este momento). Poco después de testificar en el "juicio de rehabilitación" de Juana de Arco en 1456, fue detenido por Juan de Dunois y encarcelado en Aigues-Mortes. En 1458, fue condenado por lèse-majesté y condenado a muerte, pero la sentencia fue conmutada y fue encarcelado en Loches. Fue liberado por Luis XI en el momento de su adhesión en 1461, pero se negó a mantenerlos y fue encarcelado de nuevo. Fue juzgado por segunda vez antes del Parlamento de París y condenado a muerte nuevamente el 18 de julio de 1474, y su Ducado fue confiscado. Sin embargo, la sentencia no se llevó a cabo y murió en prisión en el Louvre en 1476.

### El duque felon

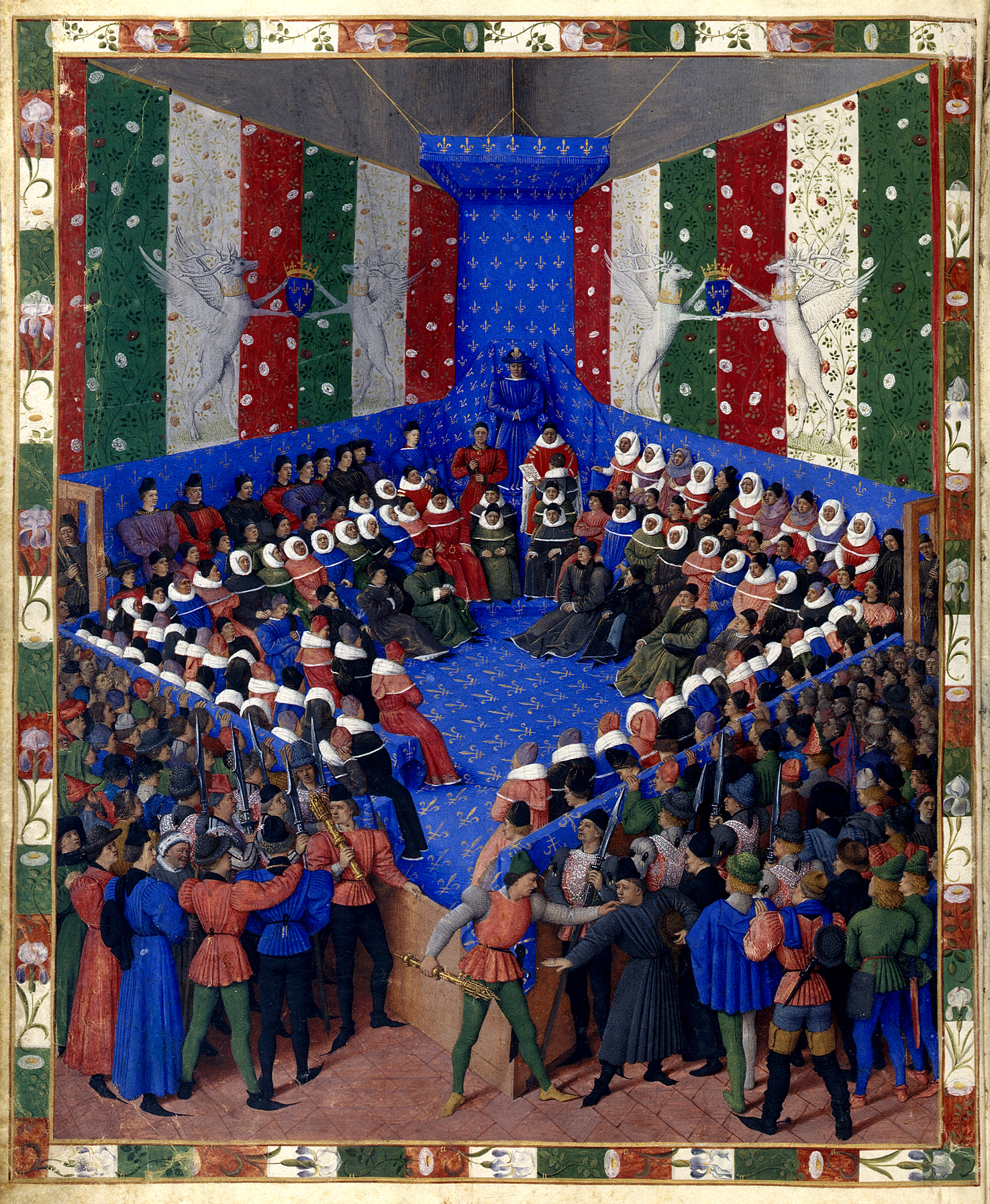
En la miniatura Jean Fouquet representa a la cama de la justicia Vendome, "uno de los aspectos más destacados del juicio de Alençon" (Boccaccio Munich).

Perdonado, el duque de Alençon regresa a la gracia, pero ahora solo piensa en sus propios intereses. A partir de 1442, comenzó las negociaciones con Inglaterra y nunca dejó de jugar doble juego, lo que no le impidió participar en las campañas de Carlos VII, como en Normandía en 1449. Luego ocupa Sées y Alençon y cubre sus tierras. Pero él no se hace fiel.
En 1455-1456, conspiró con el duque de York para ofrecerle fortalezas en Normandía, preludio de una nueva invasión del reino. Pero el complot se descubre debido a la traición de un emisario llamado Pierre Fortin, y Alençon es arrestado en su hotel en París por Dunois el 27 de mayo de 1456, y luego encarcelado en Aigues-Mortes.
El 10 de octubre de 1458, fue condenado a muerte y su ducado fue confiscado. Sin embargo, Carlos VII hace gracia y le permite a la duquesa Marie mantener el condado de Perche.
Mantenido bajo las rejas en Loches, Luis XI lo liberó en el momento de su adhesión, en 1461, pero en condiciones difíciles, ya que el duque estaba obligado a darle algunas ciudades.
Liberado, el duque no se establece: ha asesinado a Fortín, quien lo perdió en 1456 y no duda en hacer dinero falso. En 1465, se unió a los príncipes rebeldes durante la liga del Bien Público y reservó Alençon al duque de Normandía. Su hijo René, que permaneció fiel a Luis XI, le devuelve el lugar a este último, lo que le permite a su padre escapar nuevamente sin sufrir daños.
Carlos IV, conde de Maine, le otorga, en 1465, la pena incurrida por falta de homenaje. Regresó oficialmente a su propiedad en 1466.
En 1468, Juan d'Alençon recidivó esta vez reuniendo a Francisco II de Bretaña, luego en conflicto con la corona. Sufrió una nueva confiscación de sus dominios a favor de Jean de Bourbon, Conde de Vendome, en 1469.

### La caída de un aventurero
En 1473, conspiró de nuevo, esta vez con el duque de Borgoña Charles el Temerario, al que propone ni más ni menos vender su ducado, así como el condado de Perche. Fue arrestado nuevamente en febrero y encarcelado en el castillo de Rochecorbon cerca de Tours, y luego de algunas tribulaciones, encerrado en el Louvre, para ser juzgado por el Parlamento. Luis XI confiscó sus tierras y tomó posesión de Alençon el 25 de julio de 1473, mientras que la duquesa fue expulsada de Perche.
En 1474, el duque fue condenado a muerte por segunda vez. Pero Luis XI no procede a la ejecución de su padrino y lo deja en prisión en el Louvre. El 18 de julio de 1474, el Parlamento de París detiene sus demandas [4]. El viejo duque finalmente es liberado en 1476 y muere poco después. Deja su fortuna a su hijo, en 1476.
Antes de su captura en Verneuil, se había casado en 1424 en el castillo de Blois, con Juana de Valois, hija de Charles, duque de Orléans e Isabella de Valois, pero ella murió en Angers en 1432, sin darle hijos.
El 30 de abril de 1437, en el Chateau L'Isle-Jourdain, se casó con Marie de Armagnac (c. 1420 - 25 de julio de 1473, Claustro Mortagne-au-Perche), hija de Juan IV de Armagnac. Sus hijos fueron:
- Catalina (1452-1505), casada en Tours en 1461 con Guido XV de Laval († 1500 ), conde Laval
- Renato (1454 -1492), duque de Alençon, su hija Francisca, sería la abuela materna de Enrique IV de Francia
- Dom João de França (1458-1511), principal representante y jefe de la casa de França en Portugal

Tuvo varios hijos bastardos:
- Jean, dit Trouvé, Sieur d'Argentelle, viviendo en 1478.[2]
- Robert, dit Trouvé, Sieur de Clos André, Protonotario Apostólico, en 1489. Bajo la designación de Robert Naturel.[3] Fue presentado al obispo de Angers, en 1489, por René d'Alençon, y es director del Hospital Saint-Julien y la Capilla de Château-Gontier.
- Jeanne, condesa de Beaumont-le-Roger, se casó en 1470 con Guy de Maulmont.
- Madeleine, casada con Henri de Breuil.
- María, abadesa de almenêches.